# Eupithecia deverrata
Eupithecia deverrata är en fjärilsart som beskrevs av Karl Dietze 1913. Eupithecia deverrata ingår i släktet Eupithecia och familjen mätare. Inga underarter finns listade i Catalogue of Life.